# Čachtické Karpaty
Čachtické Karpaty jsou jedním ze čtyř podcelků Malých Karpat, jsou jeho nejsevernější a nejužší částí.
Na západě hraničí s Myjavskou pahorkatinou, na severu s Povážským podolím, s částí Trenčianská kotlina a na východě s Podunajskou pahorkatinou. Na jihu navazuje na Brezovské Karpaty, od kterých ji odděluje Podkylavský potok a Holeška.
Čachtické Karpaty se dále člení na dvě části – Plešivec na jihu a severněji situované Nedze. Nejvyšším bodem území je vrch Salaška 588 m n. m. v části Nedze, zatímco v části Plešivec je to Velký Plešivec o nadmořské výšce 483,8 m.
Západní část je vytvořena vápenci a dolomity středního až vrchního triasu, zatímco jižní a východní část zejména jílovci, písky a pískovci. Od Podunajské pahorkatiny je pohoří oddělené výraznou zlomovou linií.
V centrální části Čachtických Karpat se nachází Čachtický kras a tuto oblast prořezává říčka Jablonka, vytvářející velkým obloukem kaňonovitou dolinu.
Nacházejí se zde čtyři chráněná území: Čachtická jeskyně, Čachtický hradný vrch, Málová a Plešivec. V oblasti města Nové Mesto nad Váhom se vyskytují dubové lesy s příměsí habru.
Po okrajích pohoří se nachází několik vápencových lomů: při obcích Čachtice, Nové Mesto nad Váhom, Bzince pod Javorinou, Hrachovište.
Uvnitř geomorfologického podcelku leží jediná obec, Višňové, v centrální části pod Čachtickým hradem. V jižní části se nachází několik kopanic obcí Podolie, Krajné a Prašník.